# 북부로
북부로(Bukbu-ro)는 충청북도 음성군 감곡면 장호원교와 제천시 송학면 느릅재터널을 잇는 충청북도의 도로이다. 모든 구간이 국도 제38호선에 속한다. 충청도의 북쪽 지역을 가로지르는 도로라 하여 북부로로 명명되었다.

## 역사
- 1998년 9월 24일 : 충청북도 제천시 신동 ~ 송학면 무도리 15.6km 구간을 자동차 전용도로로 지정[1]
- 2001년 5월 9일 : 충청북도 제천시 동현동 ~ 느릅재터널 13.5km 구간 확장 개통, 기존 11.557km 구간 폐지[2]
- 2002년 5월 30일 : 제천시 신동 ~ 송학면 무도리 15.6km 구간 확장 개통, 기존 구간 폐지[3]
- 2002년 12월 24일 : 충주시 앙성면 능암리 ~ 산척면 영덕리 12.56km 구간 확장 개통, 기존 7.25km 구간 폐지[4]
- 2003년 11월 20일 : 음성군 감곡면 왕장리 ~ 충주시 앙성면 능암리 15.25km 구간 확장 개통[5]
- 2003년 12월 29일 : 충주시 산척면 송강리 ~ 제천시 백운면 평동리 9.96km 구간 확장 개통[6]
- 2009년 7월 10일 : 2개 이상 시·도에 걸쳐 있는 도로로 북부로를 고시[7]
- 2012년 5월 30일 : 유량 교차로(충주시 앙성면 용대리 ~ 본평리) 1.8km 구간 신설 개통[8]

## 주요 경유지
충청북도
- 음성군 - 충주시 - 제천시

## 노선
전 구간 국도 제38호선에 속하기 때문에 이 노선에 대한 별도 표기는 생략한다.
- (■): 자동차 전용도로 구간

| 이름                                    | 접속 노선                       | 소재지                             | 소재지                                                      | 비고                                        |
| 서동대로와 직결                         | 서동대로와 직결                 | 서동대로와 직결                    | 서동대로와 직결                                             | 서동대로와 직결                             |
| --------------------------------------- | ------------------------------- | ---------------------------------- | ----------------------------------------------------------- | ------------------------------------------- |
| 장호원교                                |                                 | 음성군                             | 감곡면                                                      |                                             |
| 감곡사거리                              | 음성로 장감로                   | 음성군                             | 감곡면                                                      |                                             |
| 궁장 교차로                             | 가곡로                          | 음성군                             | 감곡면                                                      | 제천 방면 진입 불가 음성 방면 진출 불가     |
| 감곡 나들목 (오궁 교차로)               | 45호선 중부내륙고속도로 가곡로  | 음성군                             | 감곡면                                                      |                                             |
| 궁장천교 오갑교                         |                                 | 음성군                             | 감곡면                                                      |                                             |
| 문촌 교차로                             | 중간말길                        | 음성군                             | 감곡면                                                      |                                             |
| 앙성 교차로                             | 가곡로                          | 충주시                             | 앙성면                                                      |                                             |
| 용포교 내동교                           |                                 | 충주시                             | 앙성면                                                      |                                             |
| 유량 교차로 (본평교)                    | 가곡로                          | 충주시                             | 앙성면                                                      |                                             |
| 용대교 마장교                           |                                 | 충주시                             | 앙성면                                                      |                                             |
| 마련 교차로                             | 가곡로                          | 충주시                             | 앙성면                                                      |                                             |
| 돈산육교 돈산교 능암1교                 |                                 | 충주시                             | 앙성면                                                      |                                             |
| 비내 교차로                             | 새바지길                        | 충주시                             | 앙성면                                                      | 제천 방면 진입 불가                         |
| 중원교                                  |                                 | 충주시                             | 앙성면                                                      |                                             |
| 능암 교차로                             | 가곡로                          | 충주시                             | 앙성면                                                      | 제천 방면 진출 불가 음성 방면 진입 불가     |
| 대평촌 교차로                           | 가곡로                          | 충주시                             | 앙성면                                                      |                                             |
| 봉황교                                  |                                 | 충주시                             | 중앙탑면                                                    |                                             |
| 신대 교차로                             | 묘곡내동길                      | 충주시                             | 중앙탑면                                                    |                                             |
| 가흥 교차로                             | 지방도 제599호선 (첨단산업로)   | 충주시                             | 중앙탑면                                                    |                                             |
| 목계대교                                |                                 | 충주시                             | 중앙탑면                                                    |                                             |
| 엄정면                                  |                                 | 충주시                             |                                                             |                                             |
| 율능 교차로                             | 김생로                          | 충주시                             |                                                             |                                             |
| 노곡1육교 노곡2육교 금곡소육교          |                                 | 충주시                             |                                                             |                                             |
| 하영 교차로 (하영고가교)                | 국도 제19호선 (충원대로) 구룡로 | 충주시                             | 산척면                                                      |                                             |
| 상영삼거리                              | 천등박달로                      | 충주시                             | 산척면                                                      |                                             |
| 영덕1교 영덕육교 영덕2교                |                                 | 충주시                             | 산척면                                                      |                                             |
| 산척사거리                              | 동산로 세고개안길               | 충주시                             | 산척면                                                      |                                             |
| 송강 교차로                             | 지방도 제531호선 (천등박달로)   | 충주시                             | 산척면                                                      |                                             |
| 광동교 풀무교                           |                                 | 충주시                             | 산척면                                                      |                                             |
| 상산 교차로                             | 샛강영길                        | 충주시                             | 산척면                                                      |                                             |
| 다릿재터널                              |                                 | 충주시                             | 산척면                                                      | 연장 1,500m                                 |
| 다릿재터널                              | 제천시                          | 백운면                             |                                                             | 연장 1,500m                                 |
| 소월교                                  | 제천시                          | 백운면                             |                                                             |                                             |
| 소월 교차로                             | 제천시                          | 백운면                             | 천등박달로                                                  |                                             |
| 원월교 원서교                           | 제천시                          | 백운면                             |                                                             |                                             |
| 평동 교차로                             | 제천시                          | 백운면                             | 지방도 제597호선 (애련로)                                   | 구 지방도 제402호선                         |
| 박달재 교차로                           | 제천시                          | 백운면                             | 모정길 박달로                                               |                                             |
| 박달재터널                              | 제천시                          | 백운면                             |                                                             | 제천 방면 연장 1,960m 음성 방면 연장 1,765m |
| 박달재터널                              | 제천시                          | 봉양읍                             |                                                             | 제천 방면 연장 1,960m 음성 방면 연장 1,765m |
| 원박교                                  | 제천시                          |                                    |                                                             |                                             |
| 원박사거리                              | 제천시                          | 박달로 북부로5길                   |                                                             |                                             |
| 공전입구삼거리                          | 제천시                          | 의암로 북부로6길                   |                                                             |                                             |
| 봉양숲담부락앞 교차로                   | 제천시                          | 북부로6길                          |                                                             |                                             |
| 마곡입구삼거리                          | 제천시                          | 국사봉로                           |                                                             |                                             |
| 연박삼거리                              | 제천시                          | 주포로                             |                                                             |                                             |
| 주포2교 봉양육교                        | 제천시                          |                                    |                                                             |                                             |
| 장평삼거리                              | 제천시                          | 국도 제5호선 (제원로)              | 국도 제5호선과 중복                                         |                                             |
| 봉양역                                  | 제천시                          | 주포로8길                          | 국도 제5호선과 중복                                         |                                             |
| 고산 교차로 (제천 나들목)               | 제천시                          | 55호선 중앙고속도로 북부로10길     | 국도 제5호선과 중복 제천 방면 진입 불가 음성 방면 진출 불가 |                                             |
| 고산교                                  | 제천시                          |                                    | 국도 제5호선과 중복                                         |                                             |
| 고모1교                                 | 제천시                          | 북부로10길 북부로11길              | 국도 제5호선과 중복                                         |                                             |
| 고모교                                  | 제천시                          |                                    | 국도 제5호선과 중복                                         |                                             |
| 고모 교차로 (제천 나들목)               | 제천시                          | 55호선 중앙고속도로                | 국도 제5호선과 중복 제천 방면 진출 불가 음성 방면 진입 불가 |                                             |
| 덕포교                                  | 제천시                          |                                    | 국도 제5호선과 중복                                         |                                             |
| 덕포교                                  | 제천시                          | 영서동                             | 국도 제5호선과 중복                                         |                                             |
| 신동 교차로                             | 제천시                          | 내토로 제천북로                    | 국도 제5호선과 중복                                         |                                             |
| 장평육교                                | 제천시                          |                                    | 국도 제5호선과 중복                                         |                                             |
| 제천축구센터                            | 제천시                          | 내토로4길                          | 국도 제5호선과 중복                                         |                                             |
| (이름 없음)                             | 제천시                          | 북부로13길                         | 국도 제5호선과 중복                                         |                                             |
| 명지 교차로 (명지육교)                  | 제천시                          | 국가지원지방도 제82호선 (청풍호로) | 국도 제5호선과 중복                                         | 화산동                                      |
| 고명 교차로 (고명지하차도)              | 제천시                          | 국도 제5호선 (단양로)              | 국도 제5호선과 중복                                         | 신백동                                      |
| 고명육교 두학1교 두학2교 중말교 두학3교 | 제천시                          |                                    |                                                             | 신백동                                      |
| (두학 교차로)                           | 제천시                          | 지방도 제522호선 (의병대로)        |                                                             | 신백동                                      |
| 송학 나들목                             | 제천시                          | 내토로 도화~송학 연결도로          | 송학면                                                      |                                             |
| 송학교                                  | 제천시                          |                                    | 송학면                                                      |                                             |
| 송학 교차로                             | 제천시                          | 무도길                             | 송학면                                                      |                                             |
| 무도 교차로                             | 제천시                          | 송학로8길                          | 송학면                                                      |                                             |
| 시곡교                                  | 제천시                          |                                    | 송학면                                                      |                                             |
| 느릅재터널                              | 제천시                          |                                    | 송학면                                                      | 제천 방면 440m 음성 방면 470m               |
| 강원남로와 직결                         |                                 |                                    |                                                             |                                             |

## 주요 건물 및 시설
- 봉양119안전센터 (충청북도 제천시 봉양읍 북부로 1433)
- 봉양파출소 (충청북도 제천시 봉양읍 북부로 1455)
- 제천축구센터 (충청북도 제천시 북부로 1860)

## 주의사항
제천시 우회도로 구간(신동 교차로 ~ 송학 나들목)은  자동차 전용도로로 지정되어 있어 자전거, 보행자는 통행할 수 없다. 이륜자동차(모터사이클 혹은 오토바이)는 긴급자동차(싸이카 및 소방용 모터사이클 등)에 한해 통행이 가능하며, 그 밖의 이륜자동차는 통행할 수 없다. 우회도로로는 내토로가 있다.